# Đặng Thái Huyền
Đặng Thái Huyền (sinh ngày 3 tháng 9 năm 1980) là nữ đạo diễn điện ảnh, sĩ quan Quân đội nhân dân Việt Nam với quân hàm Trung tá. Bà hiện là Phó Giám đốc phụ trách Nghệ thuật của Hãng Điện ảnh Quân đội nhân dân. Đặng Thái Huyền được biết đến với sở trường làm phim về đề tài chiến tranh, năm 2024 bà được Nhà nước Việt Nam phong tặng danh hiệu Nghệ sĩ ưu tú.

## Tiểu sử
Đặng Thái Huyền sinh ngày 3 tháng 9 năm 1980 tại Hà Nội. Thưở nhỏ, bà có ước mơ trở thành luật sư, sau khi tốt nghiệp phổ thông, bà trúng tuyển khoa Du lịch của Trường Đại học Khoa học Xã hội và Nhân văn; khi đang học dở năm thứ nhất, bà đọc được thông báo tuyển sinh của Trường Đại học Sân khấu – Điện ảnh Hà Nội và quyết định chuyển sang học trường này vì nghĩ rằng sau khi ra trường sẽ dễ tìm kiếm việc làm hơn. Không có sự xác định trước nên khi nộp hồ sơ, bà đã chọn đại ngành đạo diễn nhưng vẫn tốt nghiệp thủ khoa khóa 19 vào năm 2003. Đặng Thái Huyền tốt nghiệp học vị Thạc sĩ chuyên ngành Nghệ thuật Điện ảnh và Truyền hình.

## Sự nghiệp
Năm 2004, Đặng Thái Huyền được đạo diễn Nguyễn Khắc Lợi mời làm thư ký đạo diễn bộ phim điện ảnh Tiếng cồng định mệnh, sau bộ phim này bà xin vào làm tại Điện ảnh Quân đội và được phân công về Xưởng Phim truyện với quân hàm Trung úy. 6 tháng sau, bà được giao thực hiện bộ phim truyện đầu tay Đêm vùng biên.
Năm 2009, đạo diễn Vũ Chính có ý định chuyển thể truyện ngắn của Sương Nguyệt Minh thành phim nhưng vì bận rộn với công việc nên ông đã truyền đạt lại ý tưởng cho Đặng Thái Huyền, bộ phim video Mười ba bến nước ra đời và trở thành hiện tượng khi giành được 6 giải tại Liên hoan phim Việt Nam lần thứ 16, trong đó bộ phim giành giải Cánh diều Vàng còn bà giành được Đạo diễn xuất sắc. Đặng Thái Huyền và nhà quay phim Trịnh Quang Tùng là bạn học và được xem là cặp bài trùng, Trịnh Quang Tùng đã đảm nhận quay phim cho khoảng 5 bộ phim của Đặng Thái Huyền, trong đó ông giành được hai giải Quay phim xuất sắc với Đêm vùng biên và Mười ba bến nước.
Năm 2015, Đặng Thái Huyền chuyển thể truyện ngắn Người về bến sông Châu của Sương Nguyệt Minh thành bộ phim điện ảnh Người trở về.  Đây cũng là dự án phim truyện nhựa màu 35mm cuối cùng của điện ảnh Việt Nam. Sau bộ phim này bà được Saiga Films mời hợp sản xuất một bộ phim đề tài hậu chiến, bà đã chọn biên kịch truyện ngắn Mùi thuốc súng của Nguyễn Văn Thọ thành kịch bản phim điện ảnh. Đặng Thái Huyền có kế hoạch thực hiện hai phim truyền hình Gừng cay muối mặn, Dạ khúc máu và hai phim điện ảnh Mùi thuốc súng và Lời nguyền gia tộc trong năm 2016. Năm 2017, phim điện ảnh kinh dị Lời nguyền gia tộc, là dự án duy nhất trong kế hoạch trên được thực hiện và phát hành, Đặng Thái Huyền trở thành nữ đạo diễn Việt Nam đầu tiên làm phim kinh dị.
Năm 2025, bà thực hiện dự án phim điện ảnh chiến tranh có tựa đề Mưa đỏ, nội dung phim kể về trận đánh tại Thành cổ Quảng Trị, kịch bản dựa theo tiểu thuyết cùng tên của nhà văn Chu Lai. Đây được xem là dự án điện ảnh lớn nhất trong 10 năm của Điện ảnh Quân đội nhân dân.

## Đời tư
Đặng Thái Huyền kết hôn với một nhà quay phim làm việc tại Đài Truyền hình Việt Nam.

## Giải thưởng

### Giải cá nhân
| Năm  | Giải thưởng                                       | Tác phẩm         | Hạng mục      | Đề cử                                     | Kết quả   | Đồng hạng       | Chú thích    |
| ---- | ------------------------------------------------- | ---------------- | ------------- | ----------------------------------------- | --------- | --------------- | ------------ |
| 2009 | Liên hoan phim Việt Nam lần thứ 16                | Mười ba bến nước | Phim video    | Đạo diễn xuất sắc                         | Đoạt giải |                 |              |
| 2015 | Liên hoan phim Việt Nam lần thứ 19                | Người trở về     | Phim điện ảnh | Biên kịch xuất sắc                        | Đoạt giải | Nguyễn Thu Dung |              |
| 2015 | Liên hoan phim Việt Nam lần thứ 19                | Đất lành         | Phim video    | Đạo diễn xuất sắc                         | Đoạt giải |                 | [ 15 ]       |
| 2020 | Hội nghị Tổng kết công tác sản xuất phim năm 2020 | Phim đỏ          |               | Lời bình cho phim đạt chất lượng tốt nhất | Đoạt giải |                 | [ 2 ] [ 16 ] |

### Giải cho tác phẩm
| Năm  | Giải thưởng                                     | Tác phẩm            | Hạng mục                      | Kết quả           | Chú thích    |
| ---- | ----------------------------------------------- | ------------------- | ----------------------------- | ----------------- | ------------ |
| 2005 | Liên hoan phim Sinh viên điện ảnh               | Phim video          | Cõi vui                       | Giải 3            | [ 6 ]        |
| 2006 | Văn học Nghệ thuật về đề tài lực lượng vũ trang |                     | Đêm vùng biên                 | Giải B            | [ 17 ] [ 6 ] |
| 2008 | Giải Cánh diều 2007                             | Phim tài liệu video | Để lại mùa xuân               | Bằng khen         | [ 6 ]        |
| 2009 | Liên hoan phim Việt Nam lần thứ 16              | Phim video          | Mười ba bến nước              | Bông sen Vàng     |              |
| 2010 | Giải Cánh diều 2009                             | Phim video          | Mười ba bến nước              | Cánh diều Bạc     |              |
| 2010 | Liên hoan truyền hình toàn quốc lần thứ 29      |                     | Tấm bản đồ số phận            | Huy chương Vàng   | [ 18 ] [ 6 ] |
|      | Giải Báo chí Quốc gia                           | Phim tài liệu       | Chung sức cho ngày toàn thắng | Giải C            |              |
| 2011 | Liên hoan phim Việt Nam lần thứ 17              | Phim video          | Vũ khúc ánh trăng             | Bằng khen         |              |
|      | Giải Cánh diều 2015                             | Phim điện ảnh       | Người trở về                  | Cánh diều Bạc     |              |
| 2015 | Liên hoan phim Việt Nam lần thứ 19              | Phim điện ảnh       | Người trở về                  | Giải Khuyến khích |              |
| 2015 | Liên hoan phim Việt Nam lần thứ 19              | Phim video          | Đất lành                      | Cánh diều Bạc     |              |
| 2015 | Giải Cánh diều 2014                             | Phim video          | Đất lành                      | Bằng khen         | [ 15 ]       |
| 2015 | Giải Báo chí Quốc gia                           | Phim video          | Đất lành                      | Đoạt giải         |              |

## Tác phẩm

### Phim ngắn
- Màu của đêm
- Quán trà câm

### Phim truyền hình
| Năm  | Tựa đề              | Hình thức            | Chú thích |
| ---- | ------------------- | -------------------- | --------- |
| 2010 | Thiên đường vắng em | Dài tập              |           |
| 2011 | Ở rể                | Dài tập              |           |
| 2013 | Bí mật đàn ông      | Dài tập              |           |
| 2014 | Bánh đúc có xương   | Dài tập              |           |
| 2015 | Ráng chiều          | Điện ảnh truyền hình |           |
| 2015 | Kẻ thù phụ nữ       | Dài tập              |           |
| 2016 | Mãi mãi là bao lâu  | Dài tập              |           |
| 2022 | Hoa hồng giấy       | Dài tập              | [ 19 ]    |

### Phim video - điện ảnh
| Năm  | Tựa đề                        | Hình thức     | Đồng đạo diễn      | Chú thích |
| ---- | ----------------------------- | ------------- | ------------------ | --------- |
| 2007 | Để lại mùa xuân               | Phim tài liệu |                    |           |
| 2007 | Đêm vùng biên                 | Phim video    |                    |           |
| 2009 | Mười ba bến nước              | Phim video    |                    |           |
| 2010 | Vũ khúc ánh trăng             | Phim video    |                    |           |
| 2010 | Chung sức cho ngày toàn thắng | Phim tài liệu |                    |           |
| 2012 | Bản tình ca màu xanh          | Phim video    |                    |           |
| 2014 | Đất lành                      | Phim video    |                    |           |
| 2015 | Để lại mùa xuân               | Phim tài liệu |                    |           |
| 2015 | Người trở về                  | Điện ảnh      |                    |           |
| 2017 | Lời nguyền gia tộc            | Điện ảnh      |                    |           |
| 2017 | Mắt biển                      | Phim video    |                    |           |
| 2018 | Hóa thổ                       | Phim video    |                    |           |
| 2018 | Nơi ta không thuộc về         | Điện ảnh      |                    |           |
| 2018 | Hành trình hóa giải           | Phim tài liệu | Nguyễn Quang Quyết |           |
| 2020 | Phim đỏ                       | Phim tài liệu |                    |           |
| 2020 | Chiến thắng Tây Bắc           | Phim tài liệu |                    |           |
| 2021 | Con đường đã chọn             | Phim tài liệu |                    |           |
| 2024 | Văn hóa còn thì dân tộc còn   | Phim tài liệu |                    |           |
| 2025 | Mưa đỏ                        | Điện ảnh      |                    |           |